# Bishop Ward High School
La Bishop Ward High School est une école catholique privée mixte situé à Kansas City, au Kansas. Elle fait partie de l'archidiocèse catholique romain de Kansas City.

## Histoire
La Bishop Ward High School est créée en 1908 en tant que Catholic High School à Kansas City, Kansas. En 1931, pendant la Grande Dépression, le bâtiment actuel est construit dans un nouveau lieu, toujours à Kansas City et l'école est rebaptisée Bishop Ward High School. Elle porte le nom de l'évêque John Ward.
Actuellement, la Bishop Ward High School est un lycée catholique préparatoire à l'enseignement supérieur.

## Sport
La Bishop Ward High School a une longue histoire de succès sportifs, en particulier en baseball. L'équipe de baseball masculine remporte douze titres d'État, dont six consécutivement de 2003 à 2008. L'équipe de football américain remporte deux titres d'État en 1971 et 1973. L'équipe de basket-ball masculine remporte un titre d'État en 1938.

## Anciens élèves notables
- Neil Allen (en), entraîneur des lanceurs des Twins du Minnesota ; joueur de la MLB (Mets de New York, Cardinals de St. Louis, Yankees de New York, White Sox de Chicago, Indians de Cleveland)
- Ed Dwight, sculpteur afro-américain et potentiel candidat astronaute. Premier pilote d'essai afro-américain à intégrer le programme de formation de l'US Air Force à partir duquel la NASA sélectionnait les astronautes.
- Ray Sadecki (en), joueur de la MLB (Cardinals de St. Louis, Giants de San Francisco, Mets de New York, Braves d'Atlanta, Royals de Kansas City, Brewers de Milwaukee)
- David Segui, joueur de la MLB (Orioles de Baltimore, Mets de New York, Expos de Montréal, Mariners de Seattle, Blue Jays de Toronto, Rangers du Texas, Indians de Cleveland)
- Diego Seguí (en), joueur de la MLB (Kansas City Athletics, Washington Senators, Seattle Pilots, St. Louis Cardinals, Boston Red Sox)